# Cantonul Espelette
Cantonul Espelette este un canton din arondismentul Bayonne, departamentul Pyrénées-Atlantiques, regiunea Aquitania, Franța.

## Comune
- Ainhoa
- Cambo-les-Bains
- Espelette (reședință)
- Itxassou
- Louhossoa
- Sare
- Souraïde